# Bugula robustoides
Bugula robustoides is een mosdiertjessoort uit de familie van de Bugulidae. De wetenschappelijke naam van de soort is voor het eerst geldig gepubliceerd in 2008 door Winston & Woollacott.